# Малая Ходутка
Малая Ходутка — река на полуострове Камчатка в России.
Длина реки — 40 км, площадь водосборного бассейна — 326 км². Протекает по территории Елизовского района Камчатского края. Впадает в Тихий океан.

## Данные водного реестра
По данным государственного водного реестра России относится к Анадыро-Колымскому бассейновому округу.
Код объекта в государственном водном реестре — 19070000212120000024005.